# Madoka Kaname
Madoka Kaname (jap. 鹿目 まどか Kaname Madoka) – tytułowa postać i obok Homury Akemi jedna z dwóch głównych bohaterek serialu anime z 2011 roku Puella Magi Madoka Magica. Madoka to miła i łagodna 14-letnia dziewczyna, która początkowo prowadzi normalne i szczęśliwe życie, ale potem staje przed decyzją, by zostać czarodziejką. Pragnie nią zostać po tym, jak jej starsza koleżanka ze szkoły, Mami Tomoe, walczy z surrealistycznymi potworami znanymi jako wiedźmy, aby chronić ludzi. W Puella Magi Madoka Magica the Movie: Rebellion, w której jest deuterangonistką, Madoka pojawia się jako czarodziejka i walczy wraz ze swoimi przyjaciółkami z nowymi potworami znanymi jako koszmary. Pojawia się w większości powiązanych mediów Puella Magi Madoka Magica, w tym w mandze, powieściach i grach wideo.
Rozwijając postać, scenarzysta Gen Urobuchi wyobrażał sobie, że bohaterka serialu jest dziewczyną o „pogodnej i idealistycznej” osobowości, w przeciwieństwie do jego zwykłego stylu pisania. Madoka została zaprojektowana przez Ume Aoki, która wykorzystała postać Yuno ze swojej mangi Hidamari Sketch jako podstawę. Jej kolorem przewodnim początkowo miał być biały, jednak został zmieniony na różowy. Aoki zauważyła również trudność w rysowaniu Madoki z powodu jej podwójnego kucyka. Madoce głos w języku japońskim podkłada Aoi Yūki, a w języku angielskim Christine Marie Cabanos.

## Występy
Madoka jest miłą i łagodną 14-letnią dziewczyną pochodzącą z kochającej rodziny. W drugiej klasie gimnazjum jej życie zmienia się, gdy spotyka przypominającego kota posłańca magii o imieniu Kyubey, który oferuje, że przemieni ją w magiczną dziewczynę i spełni jej życzenie. Postrzega siebie jako osobę bez specjalnych cech i talentów, a po zobaczeniu swojej koleżanki ze szkoły, Mami Tomoe walczącej z wiedźmami, aspiruje do tego, by stać się tak magiczną dziewczyną tak jak ona. Jest niechętna do konfliktów, ma nadzieję, że magiczne dziewczyny będą się wspierać, czasami nawet naraża własne życie, aby im pomóc, i jest przygnębiona walkami wewnętrznymi, w które często się angażują. Po tym, jak dziewczyna była świadkiem śmierci Mami, Madoka staje się niepewna, czy chce zostać magiczną dziewczyną oraz coraz bardziej się waha, gdy ujawnia się jej prawdziwy koszt tej roli. Kyubey twierdzi, że Madoka ma nieprawdopodobnie duży potencjał magiczny, posuwając się nawet do twierdzenia, że mogłaby zostać bogiem. Powód tego jest niejasny, ponieważ jej dotychczasowe życie było stosunkowo przeciętne i wolne od tragedii. Później okazuje się, że jest to spowodowane jej nagromadzonym nieszczęściem, które zostało spowodowane przez to, że jej koleżanka z klasy Homura Akemi wielokrotnie resetowała czas, przy czym los Madoki pogarszał się z każdą nową linią czasową, przez co jej moc magiczna rosła wykładniczo z każdym resetem.

## Wpływ na kulturę

### Popularność

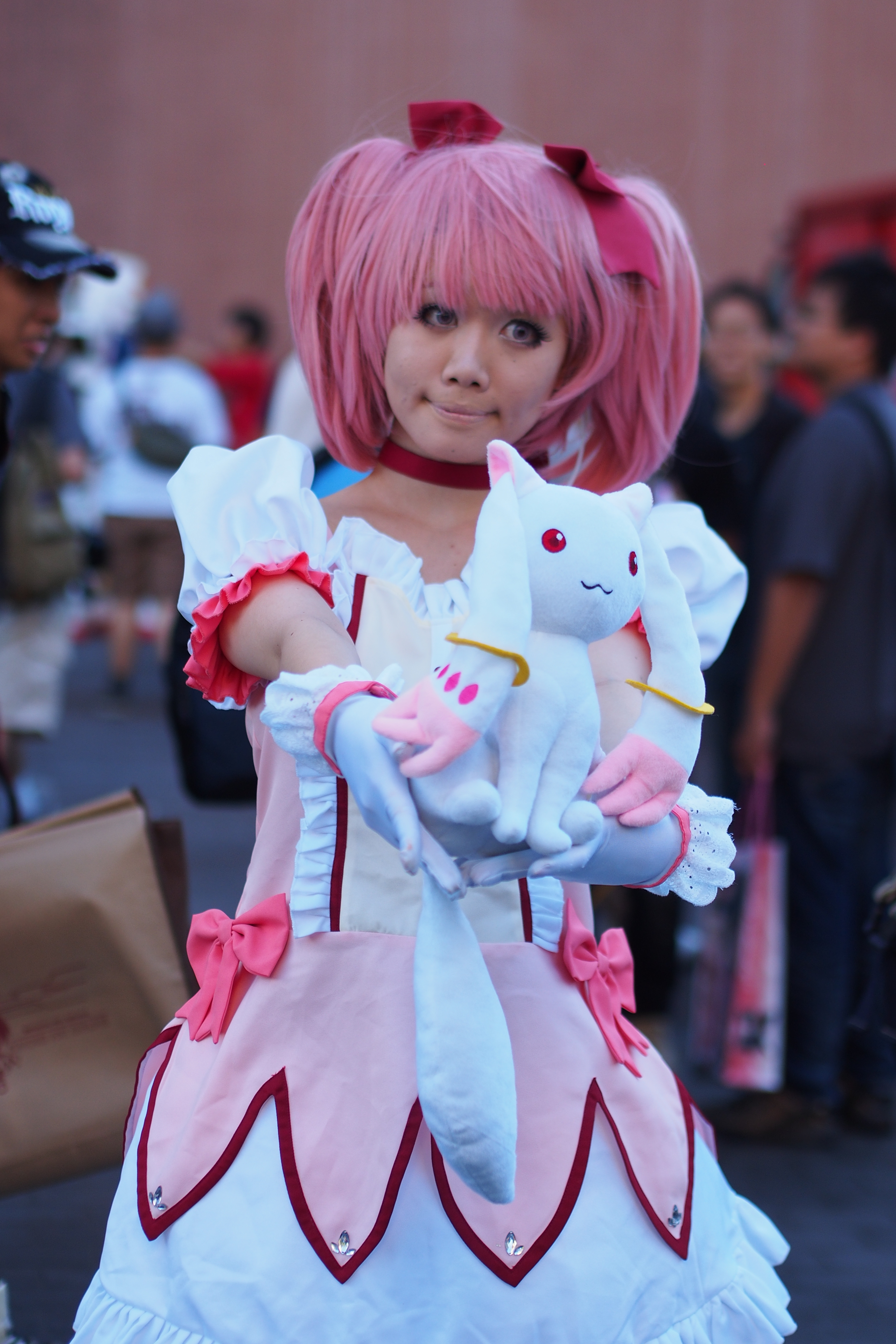
Cosplayerka przebrana za Madokę, trzymająca pluszak przedstawiający Kyubeya

W 2011 roku Madoka zajęła drugie miejsce w kategorii Najlepsza postać kobieca na 1st Newtype Anime Awards. Zdobyła nagrodę „Queen Award” na konkursie Nikkan Sports Anime w 2012 roku. W 2013 roku Madoka wygrała nagrodę Turnieju Saimoe za bycie „najbardziej moe” postacią w anime. W ankiecie NHK przeprowadzonej w 2013 r. Madoka zajęła siódme miejsce w rankingu 10 najlepszych bohaterek anime. W 2014 roku fani z Akihabary wybrali Madokę na swoją ulubioną różowowłosą bohaterkę. W 2016 roku Madoka została wybrana piątą najpopularniejszą bohaterką SHAFT. Japońska spikerka Tokyo Broadcasting System Television o imieniu Misato Ugaki przebrała się za Madokę w 2018 roku. Została wybrana najbardziej czarującą postacią magicznej dziewczyny w ankiecie przeprowadzonej przez Charapedię w 2016 roku. Użytkownicy Goo Ranking wybrali Madokę jako szóstą najlepszą łuczniczkę anime w 2018 roku. W 2020 roku Madoka została wybrana najlepszą magiczną dziewczyną w ankiecie przeprowadzonej przez Anime! Anime!, uzyskując 15% głosów. W 2020 w ankiecie przeprowadzonej przez Ani Trending News Madoka została wybrana jako druga najlepsza kobieca postać anime Sezonu Zimowego 2011 i ósma najlepsza kobieca postać roku 2011 ogólnie.
Jej aktorka głosowa, Aoi Yūki, zdobyła również kilka nagród za swoją rolę, w tym nagrodę Seiyu Award 2012 dla najlepszej aktorki w roli głównej, a także Newtype Anime Award dla najlepszej aktorki i Nikkan Sports dla Nagroda MIP dla aktorki głosowej. W ankiecie Anime! Anime! przeprowadzonej w 2019 Madoka zajęła czwarte miejsce jako najbardziej lubiana postać grana przez Aoi.